# Çığırlı
Çığırlı ist ein Dorf (Köy) im Landkreis Hozat der türkischen Provinz Tunceli. Im Jahr 2011 hatte Çığırlı 115 Einwohner.